# وزارة المالية (فيتنام)
وزارة المالية (بالفيتنامية: Bộ Tài chính)‏ هي وزارة حكومية مسؤولة عن سياسات الشؤون المالية في فيتنام، بما في ذلك إدارة الميزانية الوطنية وإيرادات الضرائب وأصول الدولة والاحتياطيات المالية الوطنية والمالية للشركات الحكومية. تدير الوزارة أعمال المحاسبة القومية، واقتراض الدولة، وأنشطة أسواق الأوراق المالية، ودائرة الجمارك. تقع المكاتب الرئيسية للوزارة في العاصمة هانوي.
الوزير الحالي هو هو دوك فوك، وذلك منذ اعتلائه المنصب في أبريل 2021.
تمتلك وزارة المالية وتسيطر بشكل مباشر على بعض الشركات الحكومية، مثل شركة باو فيت للتأمين، والتي تمتلك 71% منها.

## روابط خارجية
- وزارة المالية